# Vlaholje
Vlaholje (cyr. Влахоље) – wieś w Bośni i Hercegowinie, w Republice Serbskiej, w gminie Kalinovik. W 2013 roku liczyła 77 mieszkańców.